# Nápojový automat

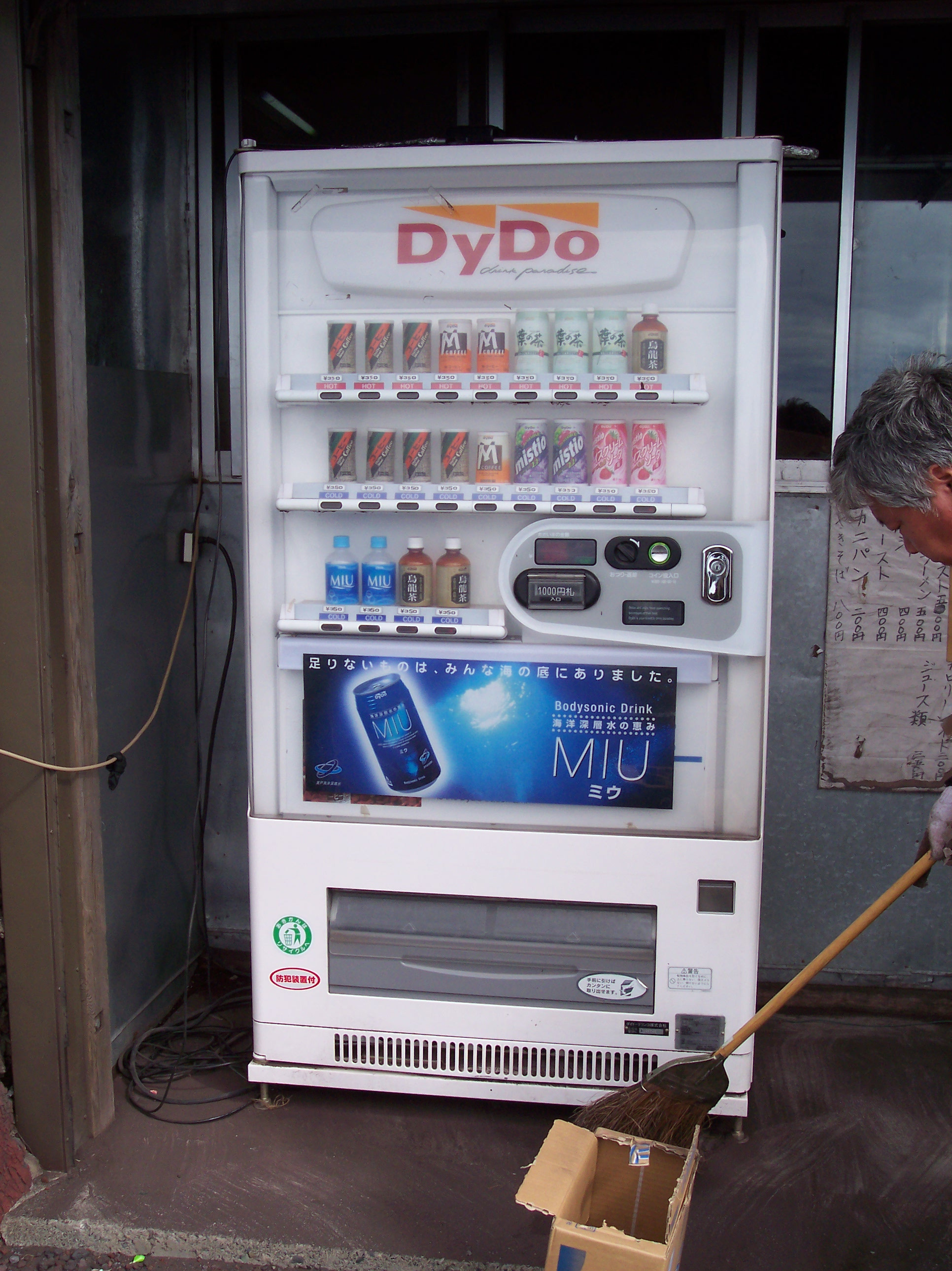
Nápojový automat na balené chlazené nápoje

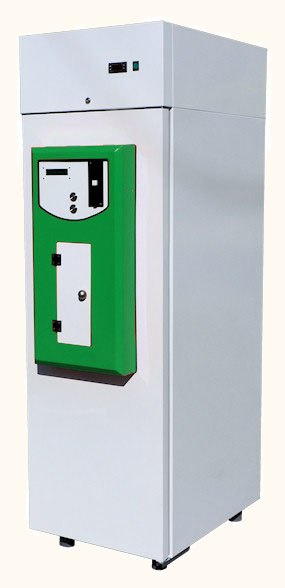
Automat na stáčené víno ze sudů KEG, Ostrava

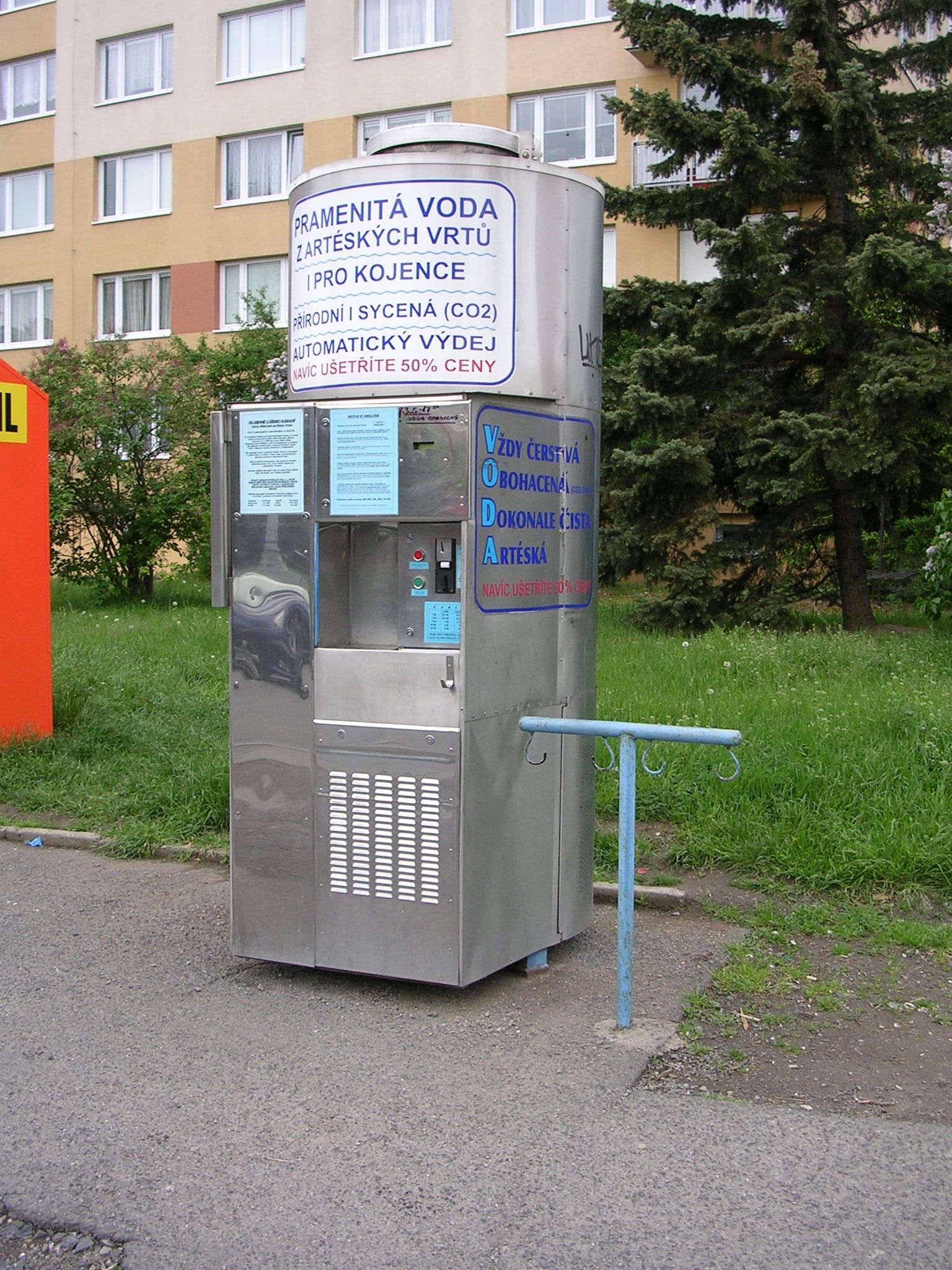
Automat na nadstandardní pitnou vodu, Praha

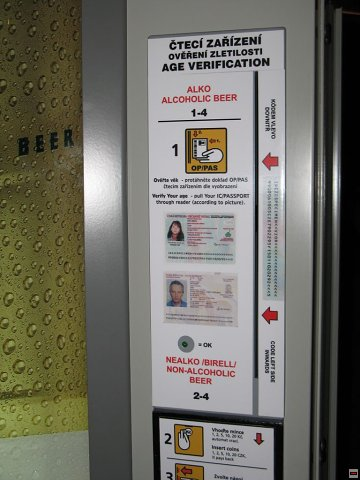
Automaty mohou ověřovat i věk.

Nápojový automat je druh prodejního automatu, který slouží k výrobě a prodeji a nebo pouze k prodeji nápojů. Podle druhu nápoje jsou zpravidla vybaveny chlazením nebo zařízením pro ohřev vody (nápojů). Samoobslužné automaty mohou sloužit i k bezplatnému výdeji (například je-li prodej dotován, poskytován jako doplněk k jiné službě nebo zboží).

## Typy automatů
Podle způsobu prodeje lze rozlišit:

### Průtokové automaty
Nápoj ze stroje vytéká do nádoby (kelímku, láhve apod.) ze zásobníků uvnitř stroje, popřípadě může být napojen na vodovodní síť. Buď je v zásobnících připraven hotový nápoj, nebo zvlášť voda a příslušné tekuté či instantní sypké koncentráty a ingredience, z nichž stroj nápoj umíchá: buď ještě před výtokem ze stroje, nebo až v cílové nádobě. Některé automaty prodávají teplé nápoje (zejména různé druhy kávy, horkou čokoládu, vzácněji i čaj), jiné automaty studené nápoje (např. limonádu nebo sodovou vodu) či obojí, někdy týž automat prodává i například polévku. Speciální variantou je automat na pitnou vodu, poskytující obvykle pramenitou vodu vyšší kvality. Kolem roku 2009 se začaly v Česku a některých dalších zemích rozšiřovat mlékomaty, automaty na neupravené mléko.
Některé automaty vydávají nápoje standardně i s nádobou (zpravidla plastovým kelímkem), jiné pouze do přinesených nádob, popřípadě mohou být obě možnosti kombinovány. Na obdobném principu funguje i například prodejní automat točené zmrzliny.

### Automaty na nápoje v uzavřené nádobě
Automaty prodávající nápoje v uzavřené plechovce, lahvi nebo tetrapakové krabici fungují podobně jako automaty na prodej jiných kusových výrobků. Obvykle nabízejí několik druhů nápojů, zpravidla chlazených, u některých typů automatů může být prodej nápojů kombinován s prodejem jiného zboží.

## Alkomaty
Z důvodů regulace prodeje alkoholických nápojů jsou obvykle v automatech prodávány jen nealkoholické nápoje.
V roce 2007 se však v České republice objevil i projekt společnosti produkující Pilsner Urquell na automaty umožňující i prodej piva. Tyto automaty jsou vybaveny čtečkou občanského průkazu, jejímž prostřednictvím ověřují věk osoby, jejíž průkaz je k nákupu použit. Podobný princip lze využít u automatů distribuujících cigarety či kontrolujících u kin vstup na filmy s věkově omezeným přístupem nebo přístup do sekcí obchodu, kde se prodává mravnostně nevhodné zboží.
Dále se objevují i automaty na víno neboli vínomaty či enomaty. Tyto automaty prodávají buď čepované sudové víno, nebo víno z láhví. V prvním případě je sudem běžný potravinářský keg, ve kterém je víno distribuováno většinou výrobců. V druhém případě jde většinou o automaty umístěné ve vinárnách a restauračních zařízeních.